# Haapaniemi (Vaasa)
Haapaniemi est un quartier du district de Ristinummi à 5 kilomètres du centre-ville de Vaasa en Finlande.

## Présentation
En 2015, Haapaniemi comptait 761 habitants.

## Lieux et monuments
- Radiotien puisto